# رامون بويغ
رامون بويغ هو مجدف كوبي، ولد في 21 أغسطس 1929 في سانتياغو دي كوبا في كوبا، وتوفي في 21 أغسطس 2016.

## وصلات خارجية
- رامون بويغ على موقع أوليمبيديا (الإنجليزية)